# Fragaria virginiana
La fresa de Virginia  o frutilla de Virginia (Fragaria virginiana) es una planta herbácea perenne, de la familia de las rosáceas, que crece comúnmente en zonas con un suelo muy alcalino en Estados Unidos y Canadá. El híbrido de esta planta con (Fragaria chiloensis) creó la frutilla común de jardín (Fragaria x ananassa) o la comúnmente llamada fresa de jardín.

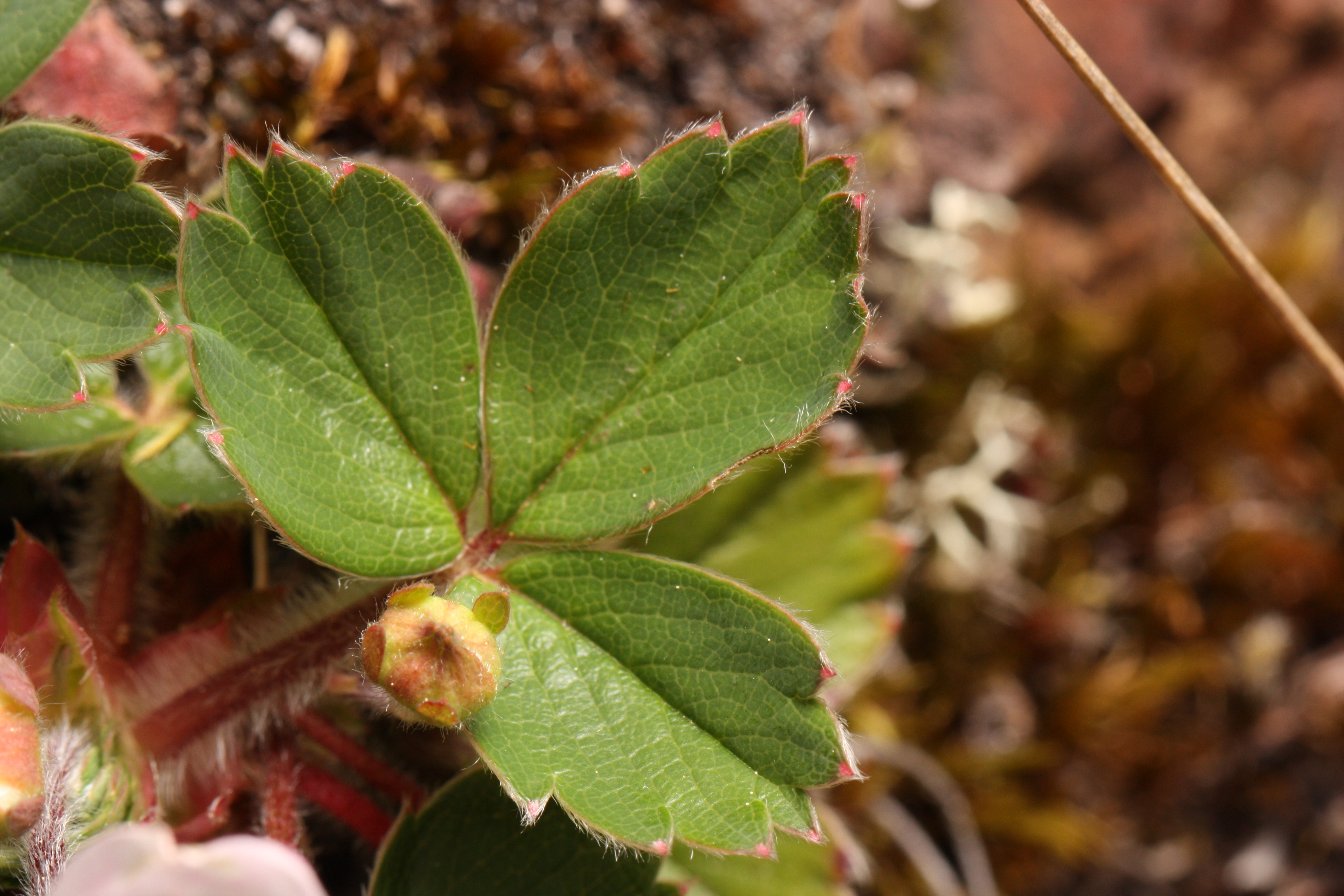
Fragaria virginiana var. platypetalapor lo general presenta densa pubescencia en flores y hojas tallos.

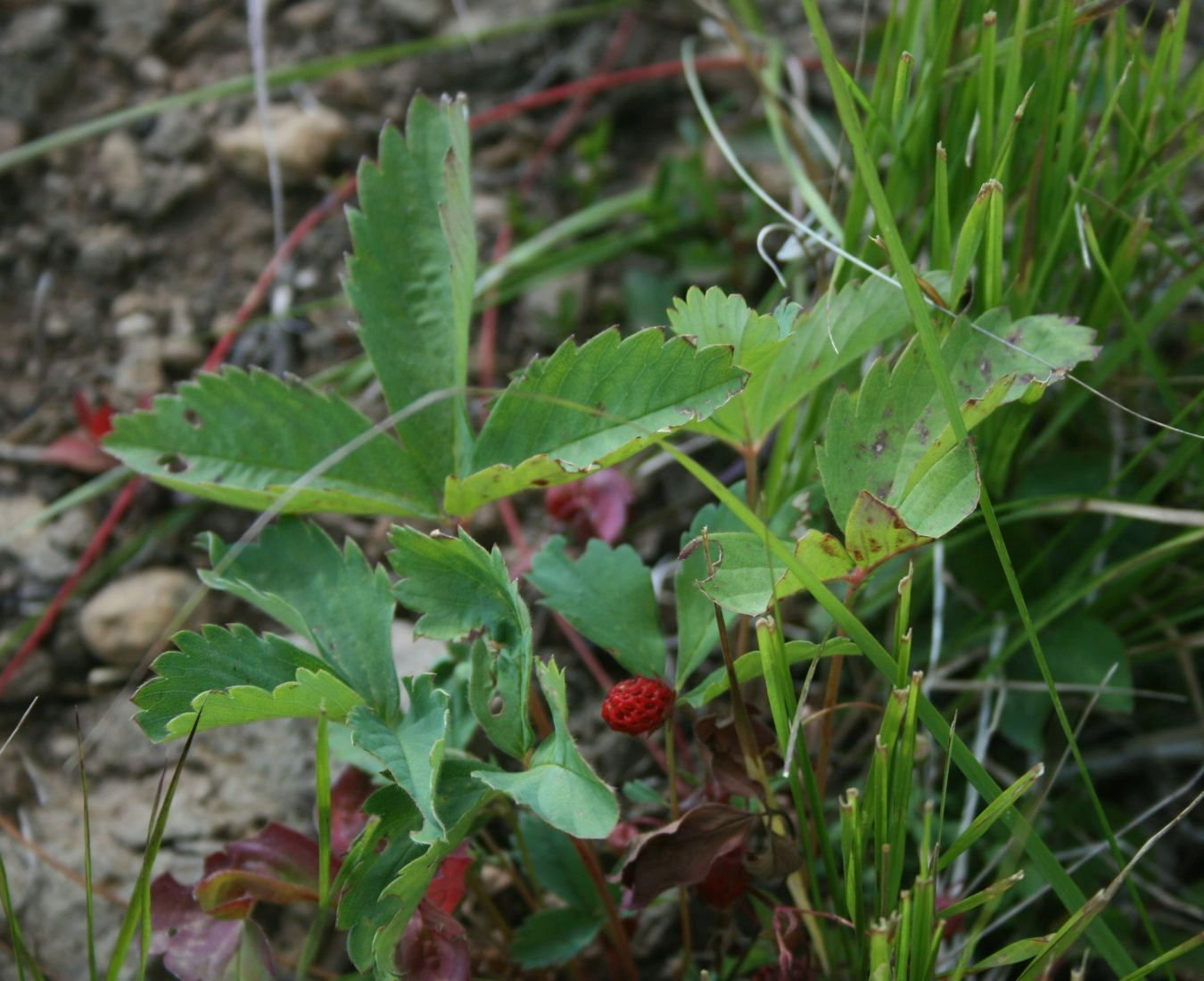

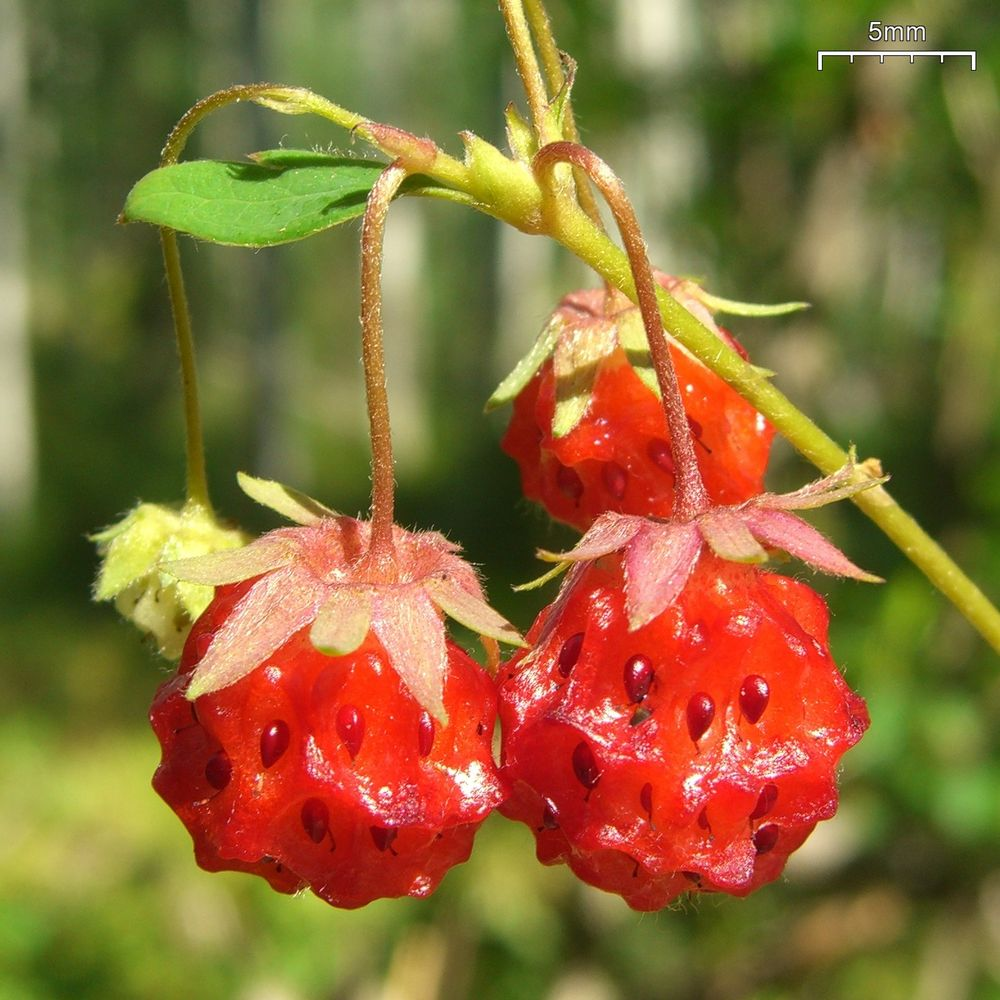
fruto

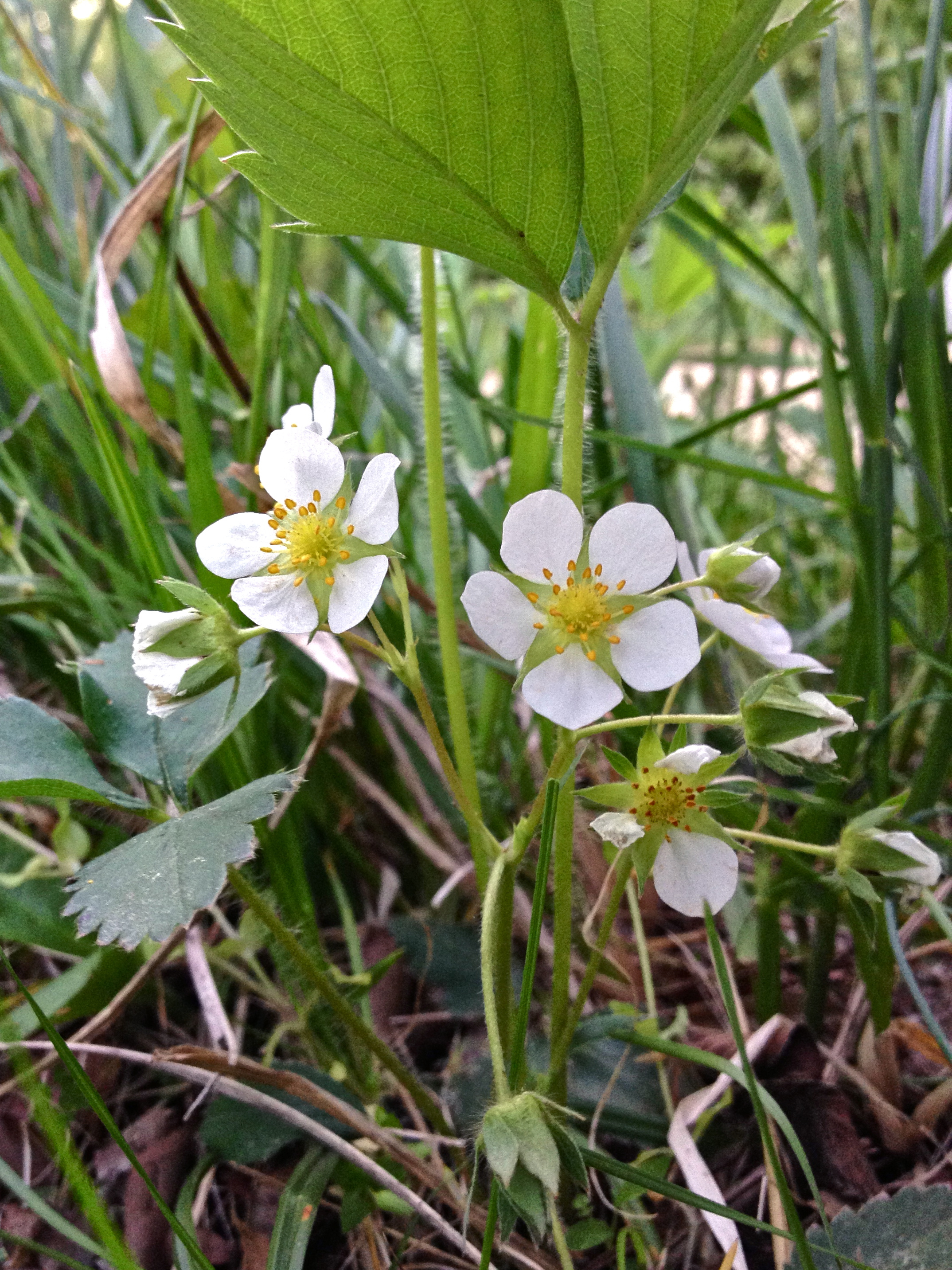
En su hábitat

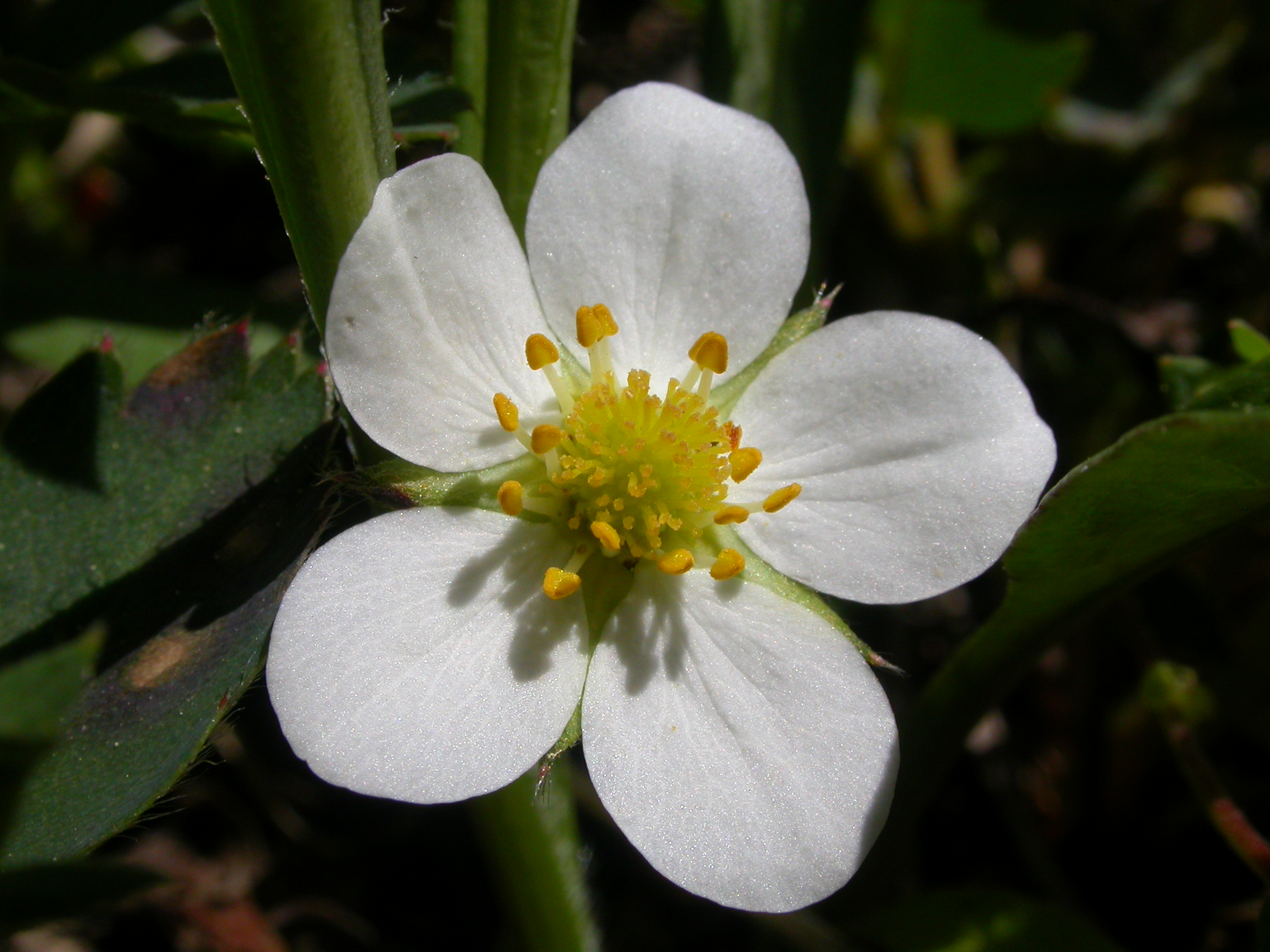
Detalle de la flor

## Descripción
Las hojas son trifoliadas de color verde oscuro o claro estas crecen tanto hasta crear un tallo de 2cm de largo puede producir 1000 hojas en la vida de una de estas plantas del género Fragaria estas hojas sirven de alimento para los insectos del género Tetranychus que absorben la savia de la planta. Aunque la planta  genera tallos por la caída de las hojas de la planta se genera un pequeño tallo que suministra alimento a la planta que al mismo tiempo hace que la planta produzca mejores estolones que son al mismo tiempo tallos rastreros que permitan la reproducción de la planta. Las flores contienen cinco pétalos que ayudan y favorecen la polinización por abejas u otros insectos como las moscas o las libélulas estas son flores de color blanco o rosado claro; el polen que produce esta planta es muy liviano por lo cual puede ser polinizado por el viento.
Frutos:
Lo que conocemos como fresa es en realidad un receptáculo floral, un eterio que al madurar produce un color rojo muy brillante y llamativo que tiene un sabor muy dulce, como la miel de abejas.

## Hábitat
Esta planta es originaria del sur de Canadá y el estado de Virginia en Estados Unidos. También crecen algunos ejemplares en el sur de Rusia y Gran Bretaña. El híbrido de esta especie con Fragaria chiloensis (Fragaria × ananassa) se extendió por todo el mundo.

## Taxonomía
Fragaria virginiana fue descrita por Philip Miller y publicado en The Gardeners Dictionary: . . . eighth edition Fragaria no. 2. 1768.
Etimología
Fragaria: nombre genérico que proviene del latín fraga, "fresa", que se deriva de fragum, "fragante", donde se refiere a la fragancia de la fruta.
virginiana: epíteto geográfico que alude a su localización en Virginia.
Sinonimia
- Fragaria australis (Rydb.) Rydb.
- Fragaria canadensis Michx.
- Fragaria elatior Eaton
- Fragaria firma Rydb.
- Fragaria glauca (S.Watson) Rydb.
- Fragaria grayana E.Vilm. ex J.Gay
- Fragaria iowensis Prince
- Fragaria michauxiana House
- Fragaria multicipita Fernald
- Fragaria odora Salisb.
- Fragaria ovalis (Lehm.) Rydb.
- Fragaria ovalis var. quinata Lunell
- Fragaria pauciflora Rydb.
- Fragaria platypetala Rydb.
- Fragaria prolifica Baker & Rydb. ex Rydb.
- Fragaria pumila Rydb.
- Fragaria serotina Raf.
- Fragaria sibbaldifolia Rydb.
- Fragaria suksdorfii Rydb.
- Fragaria terraenovae Rydb.
- Fragaria truncata Rydb.
- Fragaria umbelliformis F.W.Schultz
- Fragaria yukonensis Rydb.
- Potentilla ovalis Lehm.
- Potentilla virginiana (Mill.) E.H.L.Krause[3]